# Cosmarium circulare
Cosmarium circulare là một loài Song tinh tảo trong họ Desmidiaceae, thuộc chi Cosmarium.

## Phân loài
- C. circulare var. circulare
- C. circulare var. majus